# WE ARE X オリジナル・サウンドトラック
『WE ARE X オリジナル・サウンドトラック』（ウィーアーエックス・オリジナル・サウンドトラック）は、日本のロックバンド・X JAPAN初のサウンドトラック。2017年3月3日にSony Musicよりリリース。2017年12月13日には、LP2枚組でリリースされた。

## 概要
- X JAPAN初のドキュメンタリー映画『We Are X』が3月3日の公開に合わせて世界同時リリースされた。翌日にはウェンブリー・アリーナでの公演も行われ、開演前にはこの映画の上映会が行われた[3][4]。
- 選曲はX時代、X JAPAN時代の中から14曲が選曲され、スタジオトラック、ライブトラックの他、本映画のエンディングテーマにもなった新曲「La Venus」のアコースティックバージョンも収録。また、日本盤のみBlu-spec CD2仕様、そしてボーナストラックとして、「Rusty Nail(『DAHLIA TOUR FINAL ～無謀な夜～』より)」「Forever Love(『The Last Live』より)」の2曲のライブテイクを含めた全16曲となる[3][4]。
- 2月8日よりiTunes Storeにて先行予約を開始。オフィシャルサイトにて予約すると、アルバムより「La Venus (Acoustic Version)」がダウンロード可能[3]と公表されていたが、23日までは先行ダウンロードができないままになっていた。2月24日午前0時からiTunes Storeにて同曲の先行配信が開始された。

## 記録
初週で20,186枚を売り上げ、週間チャートでは3位を記録。音楽ドキュメンタリー映画のサウンドトラックがアルバムTOP3入りしたのはザ・ビートルズ『レット・イット・ビー』（1971年2月発売、最高2位）が1971年4/26付で3位を記録して以来、45年10ヶ月ぶり2作目となった。また自身のアルバムとしても、前作『THE WORLD 〜X JAPAN 初の全世界ベスト〜』以来、およそ2年9か月ぶり、オリジナルアルバムなども含めると9作目となるトップ3へのランクインを果たした。
更に、イギリスでのUK Top 40 Rock Albumチャートでは1位を獲得、UKオフィシャル・アルバム・チャートでも27位というサウンドトラックとしては異例の快挙を成し遂げたほか、世界9ヶ国のiTunesチャートでも1位を獲得した。

## 収録曲

### CD
DISC 1
1. La Venus (Acoustic Version)
YOSHIKI自身の死生観と愛を反映させた楽曲。YOSHIKIは「僕らはなぜ生きているのか、と問いかけられるような歌詞とメロディーが自然と思い浮かんだ」とコメントしている[8]。
2. Kurenai (From The Last Live)
冒頭のアルペジオ部分がカットされ、Toshlによるタイトルコール部分から収録されている。
3. Forever Love
4. A Piano String in Es Dur
5. Dahlia
アルバム『DAHLIA』と同様に、1番のBメロにノイズが入っている。
6. Crucify My Love
7. Xclamation
8. Standing Sex (From X Japan RETURNS)
9. Tears
『BALLAD COLLECTION』と同様に、アウトロが短縮されたショートバージョン。
10. Longing 〜Setsubo no Yoru〜
オーケストラを加えミックスされたインストゥルメンタルバージョン。次曲と繋がっている。
シングル盤に収録された『Longing 〜切望の夜〜 (Instrumental)』とBPMが多少異なる。
11. Art of Life -3rd Movement-
ラジオエディットバージョン。
12. Endless Rain (From The Last Live)
ラストの観客による合唱の途中でフェードアウトしている。
13. X (From The Last Live)
ラストのサビ前に行われる「We are X」のコールアンドレスポンスの途中でフェードアウトしている。
14. Without You (Unplugged)

DISC 2 
1. Rusty Nail (DAHLIA TOUR FINAL 〜Mubouna Yoru〜)
2. Forever Love (From The Last Live)

### LP盤
SIDE A
1. La Venus (Acoustic Version)
2. Kurenai (From The Last Live)
3. Forever Love
4. A Piano Strings of Es Dur

SIDE B
1. Dahlia
2. Crucify My Love
3. Xclamation
4. Standing Sex (From X Japan RETURNS)

SIDE C
1. Tears
2. Longing 〜Setsubo no Yoru〜
3. Art of Life -3rd Movement-
4. Endless Rain (From The Last Live)

SIDE D
1. X (From The Last Live)
2. Without You (Unplugged)
3. Rusty Nail (DAHLIA TOUR FINAL 〜Mubouna Yoru〜)[注釈 1]